# Les Diablesses (téléfilm, 2007)
Pour les articles homonymes, voir Les Diablesses.

Les Diablesses est un téléfilm franco-belge réalisé par Harry Cleven, diffusé en 2007.

## Synopsis
Dans les années 1950, Sylvie, une adolescente orpheline, élevée par son oncle et sa tante, vit sa jeunesse avec l'insouciance de son âge. Un jour, elle est surprise en train de flirter avec un garçon qui doit partir pour l'Algérie. et qui lui promet les fiançailles à son retour.
Ses tuteurs, outrés par cette attitude désinvolte, choisissent la manière forte pour la raisonner : ils l'envoient dans un établissement pour « filles perdues » tenu par des religieuses de la Congrégation de Notre-Dame de Charité du Bon-Pasteur.
Là-bas, Sylvie découvre un tout autre univers, où règne une discipline de fer. La moindre désobéissance est sévèrement réprimée. Les camarades de la jeune fille ont toutes commis le même genre d'imprudences qu'elle et ont appris à survivre dans cet établissement où leurs plus belles années s'envolent. Parmi elles, Sylvie se lie d'amitié avec Éliane, une jeune fille délurée avec qui elle fait les 400 coups.

## Fiche technique
- Réalisation : Harry Cleven
- Scénario : Olga Vincent, Pascale Breton et Véronique Lecharpy
- Musique : Georges Van Dam
- Photographie : Willy Stassen
- Durée : 80 minutes.
- Dates de diffusion :
  - le 30 avril 2007 sur La Une, RTBF
  - le 13 septembre 2007 au festival de la fiction TV de La Rochelle
  - le 20 septembre 2007 sur France 3
  - le 21 avril 2009 sur TV5 Monde (Europe)

## Distribution
- Anna Mihalcea : Sylvie / Henriette
- Stéphanie Sokolinski : Éliane / Denise
- Bernadette Lafont : Sylvie adulte / la narratrice
- Marianne Basler : Sœur Anastasie
- Annie Grégorio : Sœur Blandine
- Mado Maurin : Sœur Marie-Olive (surnommée « Marie-Popeye »)
- Marie Berto : Sœur Marie-Agnès
- Anne Cuvelier : Sœur Constance
- Louise Szpindel : Marie-Louise
- Virginie Reyes : Bleuette
- Marie Martin : Lucie
- Camille Sansterre : Simone
- Marie Florac : Arianne adulte, la fille d'Eliane
- Julien Barbier : Lolo
- Stéphane Bissot : l'assistante sociale
- Fabienne Loriaux : la tante Aline
- Frédéric Bodson : l'oncle Roger
- Benjamin Wangermee : Paul
- Elina Löwensohn : Maria Delmouly
- Jan-Luck Levasseur : Hippolyte

## Récompense
- Révélation pour Anna Mihalcea au Festival de la fiction TV de La Rochelle 2007[1]